# Enzo Coloni
Enzo Coloni (ur. 17 października 1946 roku w Tuolo sul Trasimeno) – włoski kierowca wyścigowy.

## Kariera
Coloni rozpoczął międzynarodową karierę w wyścigach samochodowych w 1974 roku od gościnnych startów w Formule Italia, gdzie odniósł jedno zwycięstwo. Rok później w tej samej serii był czwarty. W późniejszych latach pojawiał się także w stawce Włoskiej Formule 3, Włoskiej Formuły Ford Super 2000, Europejskiej Formuły 3, Włoskiej Formuły 2000, Europejskiej Formuły 2 oraz Grand Prix Monako.
W Europejskiej Formule 2 Włoch startował w latach 1980, 1983. Jednak w żadnym z dwóch wyścigów, w których wystartował, nie zdołał zdobyć punktów.
W 1987 roku Coloni założył własny zespół wyścigowy Coloni konstruujący bolidy Formuły 1 oraz startujący w Formule 3000, Serii GP2, Formule 3 i innych niższych seriach.